# Ouratea tuerckheimii
Ouratea tuerckheimii är en tvåhjärtbladig växtart som beskrevs av John Donnell Smith. Ouratea tuerckheimii ingår i släktet Ouratea och familjen Ochnaceae. Inga underarter finns listade i Catalogue of Life.